# 414 (số)
414 (bốn trăm mười bốn) là một số tự nhiên ngay sau 413 và ngay trước 415.